# Cheval au Kenya
Le cheval au Kenya a été introduit au cours du XXe siècle, par des colons européens. La création d'un Jockey Club, puis l'organisation des premiers safaris touristiques équestres dans les années 1970, témoignent d'une activité équestre orientée vers des usages européens. Ce pays dispose aussi de poneys-clubs et du seul hippodrome homologué d'Afrique de l'Est, celui de Ngong, à Nairobi. 

## Histoire
Des chevaux sont importés au Kenya par les Anglais au début du XXe siècle. À la fin des années 1940, la plupart des habitants possèdent au moins une jument poulinière, ou un poney multi-usages.
Le Jockey Club of Kenya est créé en 1965, originellement en tant que club réservé aux classes sociales les plus riches. Le Kenya est le premier pays à avoir conceptualisé le safari à cheval, dans les années 1970, permettant aux touristes européens d'observer la faune africaine à dos de cheval. En 1987, la Horse association of Kenya (HAK) est créée par la fusion de la Horse Society of Kenya (HSK) et de la Show Jumping Association of Kenya (SJAK).

## Pratiques

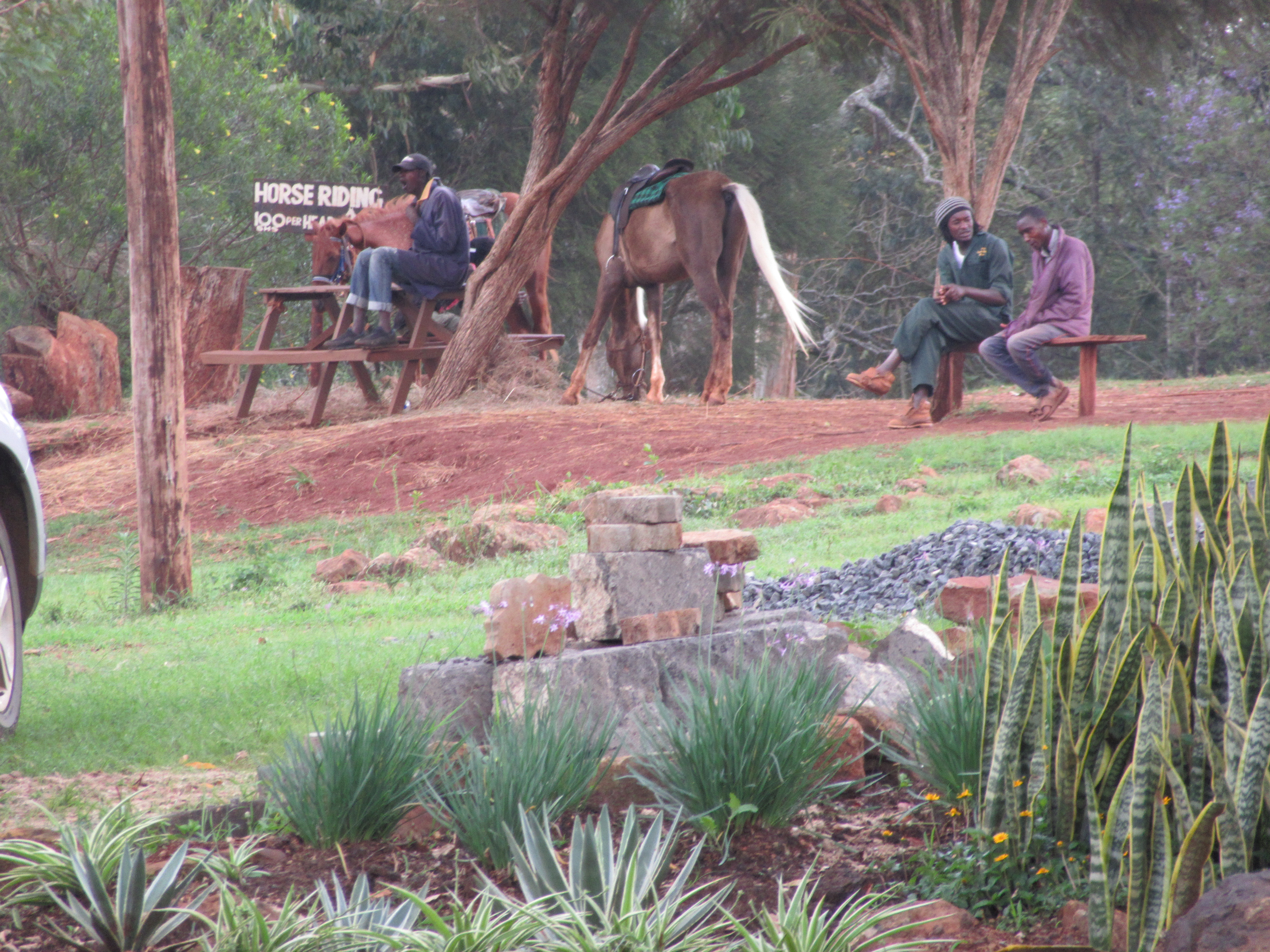
Équitation de loisir au Kenya.

La HAK, domiciliée à Karen (Nairobi), est membre de la Fédération équestre internationale, dans le groupe 9, correspondant aux pays d'Afrique subsaharienne.
Le Kenya compte plusieurs poney-clubs destinés aux jeunes de moins de 21 ans, situés à Kabete, Langata, et au mont Kenya, qui proposent du saut d'obstacles, du gymkhana, du dressage, des parcours de cross et des pony games. Le polo fait aussi partie des pratiques possibles.
Le Jockey Club of Kenya est chargé de la gestion des courses hippiques de Pur-sangs. Le Ngong Race Course and Golf Park, à Nairobi, est par ailleurs le seul hippodrome d'Afrique de l'Est homologué selon les normes internationales du sport hippique. Il compte en 2014 environ 250 Pur-sangs à l'entraînement. Le secteur du sport hippique kényan fait face à des difficultés. L'élevage de chevaux et la pratique de l'équitation induisent un coût financier important.
De nombreux safaris touristiques à cheval sont organisés au Kenya.

## Élevage
Au contraire de pays voisins, le Kenya ne dispose d'aucune race de chevaux indigène. La base de données DAD-IS ne cite aucune race de chevaux élevée au Kenya. Néanmoins, le Pur-sang semble être la race la plus communément trouvée dans ce pays, notamment en raison de la réforme des courses hippiques. L'élevage peut impliquer l'importation onéreuse de semence d'étalons européens.